# Lycastoides pontica
Lycastoides pontica är en ringmaskart. Lycastoides pontica ingår i släktet Lycastoides och familjen Nereididae. Utöver nominatformen finns också underarten L. p. neapolitana.